# 11484 Daudet
A 11484 Daudet (ideiglenes jelöléssel 1988 DF2) a Naprendszer kisbolygóövében található aszteroida. Eric Walter Elst fedezte fel 1988. február 17-én.
Nevét Alphonse Daudet (1840–1897) francia regényíró után kapta.